# Disposition Matrix
Die Disposition Matrix, übersetzt Dispositionsmatrix ist eine von der CIA geführte Liste über „zu exekutierende Subjekte“. Diese Matrix wurde mit der Trumpadminisation abgeschafft und die Entscheidungen wurden dem Militär überlassen. Die Bidenregierung hat bei ihrem Einzug wieder ein ähnliches System wie die Dispositionsmatrix aufgestellt.

## Grundlage und Aufbau
Die Erstellung der Disposition-Matrix-Datenbank ist Teil einer von John O. Brennan, dem Berater für Terrorismusbekämpfung im Weißen Haus, unternommenen Anstrengung, die von Präsident Barack Obama entwickelte gezielte Tötungspolitik zu kodifizieren. Die Datenbank wurde ursprünglich von Michael Leiter, dem ehemaligen Direktor des National Counterterrorism Center (NCTC) vorgeschlagen. Sie implementiert ursprünglich getrennte, aber sich überschneidende Kill-Listen, die sowohl vom JSOC als auch von der CIA verwaltet werden.
Die Disposition-Matrix-Datenbank katalogisiert Biographien, Standorte, Zugehörigkeiten von Verdächtigen. Sie wird auf dem neuesten Stand gehalten.

## Entscheidungsprozess und -kriterien
Diese Disposition umgeht das bisherige System der doppelten (aber nicht gerichtlichen) Kontrolle durch das Pentagon und den Nationalen Sicherheitsrat und verwendet stattdessen ein „rationalisiertes“ System, in dem Verdächtige von mehreren Behörden benannt und schließlich Brennan vorgelegt werden. Die Joint Chiefs of Staff, die für die Ausführung der Befehle zur Tötung von Verdächtigen auf der Liste verantwortlich sind, tragen nicht mehr zur Entscheidung bei, ob sie getötet werden sollen oder nicht.
Stattdessen spielt das National Counterterrorism Center eine größere Rolle bei der Festlegung der Menschen, die getötet werden sollen, welche sie auf Wunsch des Weißen Hauses bestimmen. Die Kriterien und Entscheidungen, die bestimmen, wer für das Töten in Frage kommt, werden zum großen Teil von John Brennan entwickelt, der „eine enorme Macht in der Gestaltung von Entscheidungen über ‚Tötungslisten‘ und die Zuteilung von bewaffneten Drohnen ausübt“. Die Ziele werden alle drei Monate mit Beiträgen der CIA und des JSOC überprüft, bevor sie an Spitzenbeamte des NCTC, der CIA, des JSOC, des Nationalen Sicherheitsrats, des Pentagon und des Außenministeriums weitergeleitet werden. Letztendlich muss die Befugnis, einen Verdächtigen außerhalb Pakistans zu töten, vom Präsidenten genehmigt werden. Für Pakistan wurde die Entscheidung dem CIA-Direktor überlassen.

## Praxis
Die Datenbank dient US-Operationen in Afghanistan, Pakistan, Somalia und Jemen und wird erweiterte Operationen in Algerien, Ägypten, Mali, Libyen, Iran und ganz Ostafrika ermöglichen.
Die Erstellung der Datenbank ging auch mit einer Erweiterung der Drohnenflotte einher, wodurch die CIA laut der Washington Post zu einer „paramilitärischen Kraft“ wurde; dies ist mit verstärkten Operationen des Joint Special Operations Command (JSOC) in Afrika und einer verstärkten Beteiligung des JSOC an der Bildung von Kill-Listen verbunden.
Ein klares Beispiel für die Ausweitung der gezielten Tötung, wie sie mit Hilfe dieser Datenbank organisiert wird, ist die US-Militärbasis in Dschibuti-Stadt, Dschibuti, nahe Somalia. Das Camp Lemonnier, das ursprünglich von der französischen Fremdenlegion gegründet wurde, hat sich in aller Stille in die größte US-Drohnenbasis außerhalb Afghanistans verwandelt. Etwa 3200 US-Soldaten, Auftragnehmer und Zivilisten sind dem Lager zugeteilt, von denen 300 Sondereinsatzkräfte sind.